# Масонские международные организации
Масонские международные организации — организации, объединяющие великие ложи, ложи и масонов на основе общих принципов и ценностей в международные союзы и объединения.

## Принципы
В соответствии с международным характером масонства принципы могут быть определены следующим образом:
- Международное сотрудничество отдельных великих лож в общей международной организации.
- Международное сотрудничество отдельных масонов в общей международной организации.
- Международные организации, чья юрисдикция распространяется на весь мир.

## Взаимное признание
Каждая великая ложа является суверенной масонской организацией, которая не допускает вмешательства со стороны другой великой ложи. Это относится как к трём символическим градусам, так и к организациям дополнительных степеней.
Однако, есть международные масонские организации форма сотрудничества которых отличается в регулярном и либеральном масонстве.

### В регулярном масонстве
В регулярных великих ложах существует только территориальный суверенитет. В каждой стране может быть только одна великая ложа которая является суверенной и признанной ОВЛА.
Международные организации в регулярном масонстве объединяют множество суверенных территориальных великих лож, которые как правило взаимно признают друг друга.
Так взаимно признают друг друга на своих территориях Объединенная великая ложа Англии и Регулярная великая ложа Бельгии.

### В либеральном масонстве
В либеральном масонстве могут несколько суверенных организаций находиться в одной стране, и которые могут или не могут признавать друг друга и дружить.
В дополнение к признанию существует и другая форма международного сотрудничества в виде международной общей организации. Такая организация может объединять масонские организации по определённым принципам или практикуемым уставам.
Многостороннее международное сотрудничество проявляется в том, что множество организаций взаимно признают друг друга через участие в международных организациях. Примерами многостороннего сотрудничества на национальном уровне существует в Бельгии (4 организации) и Франции (9). Другими примерами являются CLIPSAS и SIMPA.

### Взаимное признание масонов
Существуют также национальные и международные инициативы для установления братского общения и признания выходящие за рамки лож и великих лож. Сотрудничество на индивидуальной основе не имеет формальных границ. Однако попытки построить подобные отношения в рамках международных организаций имеют проблемы из-за существующих расколов и разных масонских направлений. Примером может служить Универсальная масонская лига.

### Резюме
Попытки начать в последней четверти 19-го века международное сотрудничество были приостановлены двумя мировыми войнами. Сегодня международное сотрудничество воплотилось в реальность.
Попытки наладить сотрудничество между регулярными и либеральными масонами до сих пор не осуществились.

## Международные масонские послушания
Есть целый ряд масонских организаций, которые имеют международный характер, и работа в которых не ограничивается конкретным государством, а сами послушания имеют подчинённые структуры по всему миру. Примеры:
- Международный смешанный масонский орден Право человека (DH)
- Международное суверенное святилище Древнего и изначального устава Мемфис — Мицраим

### Международная масонская федерация
В 1889 году на международном конгрессе в Париже Великий восток Франции попытался организовать Международную масонскую федерацию. Эта попытка была неудачной и последовавшие за ними попытки также не принесли результатов (в Антверпене в 1894 году, в Гааге в 1896, и снова в Париже в 1900 году).

### Международное бюро по масонским признаниям
Швейцарский масон Эдуард Куартье ла Тент, который также являлся великим мастером Великой ложи Швейцарии «Альпина», осуществил попытку создать Международное бюро по масонским признаниям. Создание произошло в 1902 году после окончания международной конференции масонов в Женеве.

### Международная масонская ассоциация
В 1889 году Великий восток Франции предложил создать Международную масонскую федерацию. Что и было сделано в 1902 году на Женевском международном масонском конгрессе. На следующий год, Офис по международным масонским признаниям был открыт в Нёвшателе в Швейцарии, под руководством Эдуарда Куартье-ла-Тэнтом, который на тот момент был великим мастером «Великой ложи Швейцарии Альпина» (ВЛША). Оказавшись в суматохе Первой мировой войны, офис организации прекратил свою деятельность.
После Первой мировой войны работа по созданию международных масонских организаций не стояла на месте. Это привело к воссозданию на международном масонском конгрессе, в Вене 19 октября 1921 года Международной масонской ассоциации. Двенадцать великих лож из Нидерландов, Бельгии, Франции, Италии, Португалии и Турции, а также Великие ложи Нью-Йорка, Франции, Австрии, Испании, Болгарии и Швейцарии присоединились к новой ассоциации. Другие великие ложи присоединились к ассоциации чуть позже в Нюренберге, это были Великие ложи Люксембурга , Югославии, Чили, Колумбии, Венесуэлы, Филиппин и Германского союза масонов.
Поскольку принципы ассоциации были сформулированы под влиянием Великого востока Франции и в них отсутствовала ландмарка о вере в Великого Архитектора Вселенной и использовании Книги священного закона, то через некоторое время регулярные Великая ложа Нидерландов и Великая ложи Нью-Йорка покинули ассоциацию в 1924 году под давлением со стороны англо-американских великих лож.
Недовольные провалом в сотрудничестве ложи различных великих лож отделились от своих великих лож и попытались создать Великую ложу Европы. Разные принципы и разное понимание масонства привело к ещё большей разобщённости.

### Универсальная масонская лига
Еще одной попыткой для достижения международного сотрудничества стало создание организации под названием Espéranto Masona. Создание организации явилось итогом международного конгресса эсперанто в Булоне 8 сентября 1905 года. Отдельные масоны из Франции, Германии и Швейцарии присоединились к этой организации.
Были организованы и проведены международные конференции, которые улучшили регулярные международные контакты. В 1923 году Espéranto Masona была переименована в Универсальную масонскую лигу (УМЛ). На конгрессах в Белграде в 1926 году и в 1927 году в Базеле УМЛ увеличилась в численности, когда в состав УМЛ вошли масоны из 12 стран, представители 16 Великих лож. На Венском конгрессе в 1928 году были представители 30 великих лож и более 700 участников.
Встречи более не происходили до 1939 года. Первоначальный рост и развитие УМЛ стали затормаживаться, а интерес к организации стал падать. С появлением тоталитарных движений и началом Второй мировой войны подошла к концу история и этой организации. Но организация была возрождена вскоре после Второй мировой войны.
На своем пике УМЛ объединяла 12000 членов из 72 стран.

### Межамериканская масонская конфедерация
Было несколько попыток создания структурированных международных масонских латиноамериканских организаций. Но после Второй мировой войны эти попытки были лишь частично успешными. Постоянно возникали конфликты связанные с регулярностью, которые становились причиной выхода из ММК.
ММК была основана в 1947 году и представляет собой союз латиноамериканских великих и символических лож.
В настоящее время ММК координирует взаимоотношения с 45 масонскими великими ложами Латинской Америки.

### Конвенция Люксембурга
15 мая 1954 года Конвенция Люксембурга была создана Великим востоком Нидерландов, Великой ложей Люксембурга, Объединёнными великими ложами Германии и Великими ложами Австрии и Швейцарии в попытке создать оппозицию либеральным масонским организациям в центральной Европе. В 1955 году в организацию вступили Великий восток Италии и Великая ложа Франции. Это были нерегулярные послушания, от которых требовали, чтобы они использовали масонские ландмарки во внутренней работе. В течение пяти лет после вступления Англо-американское масонство оказывало сильное давление на регулярные великие ложи, что привело к исключению ВВИ и ВЛФ из организации.

### CLIPSAS
CLIPSAS была образована 22 января 1961 года по предложению Великого востока Франции и ещё 11 суверенных великих лож, которые движимые позицией непримиримости и эксклюзивности других великих лож, являющуюся оскорбительной для них, решили обратился с призывом ко всем либеральным ложам мира объединиться в организацию, где будет уважаться их суверенитет, их ритуалы и их символы.
С 2011 года CLIPSAS имеет специальный консультативный статус при ЮНЕСКО.
Базовые принципы этой группы отличаются от основных принципов английских и североамериканских ландмакрок двумя существенными моментами:
- Принцип необходимости веры в Бога (или аналогичный) заменяется на принцип «абсолютной свободы совести».
- Эта группа не запрещает признание женских и смешанных лож.

Для этой группы основными принципами признания качества масонской ложи являются:
1. Её основание минимум 7 мастерами масонами.
2. Использование ритуальных символов с обязательной отсылкой на оперативных строителей.
3. Присутствие в притворе храма колонн Боаз и Яхин, циркуля и наугольника (КСЗ возможна, но не обязательна), инструментов степени и мозаичного пола.
4. Ритуальная практика осуществляется в трёх символических степенях: ученик, подмастерье и мастер.
5. Необходимое признание, что братья и сёстры проходят посвящение только в масонской ложе правильно основанной[6].

В настоящее время CLIPSAS объединяет шестьдесят либеральных организаций.

### CLIMAF
Кроме CLIPSAS была также подобная организация женских великих лож. CLIMAF была основана в 1982 году. CLIMAF была основана Великой женской ложей Бельгии, Франции, Швейцарии, Испании, Италии и Португалии.

### AMIL и SIMPA
В 1996 году была основана Интерконтинентальная ассоциация либерального масонства (ИАЛМ). В числе основателей были Великий восток Бельгии, Великий восток Франции, Французская федерация Право человека, ВТСЛ Опера, ВЖЛММ, ВСЛФ и ВЖЛШ. Эти великие ложи в том же 1996 году покинули CLIPSAS. И подписали договор подобный страсбургскому в Сантьяго-де-Чили, за которым закреплялись все права в осуществлении принципов некогда заложенных в CLIPSAS в 1961 году.
В 1998 году AMIL была переименована в SIMPA (Международный секретариат масонских адогматических послушаний). SIMPA делает ещё больший акцент на либерализм, чем либеральный CLIPSAS.
В настоящее время SIMPA объединяет 27 организаций.

### Международный масонской союз Катена
Международный масонской союз Катена (ММСК) был создан в качестве международной глобальной организации смешанных масонских организаций. Основана ММСК в июле 1961 года по инициативе голландской смешанной ложи. Цель создания — координация сотрудничества и оптимизации смешанных организаций. ММСК по сей день объединяет небольшое количество смешанных организаций.
В настоящее время ММСК координирует 7 организаций.

### Международная конфедерация объединённых великих лож
Международная конфедерация объединённых великих лож (МКОВЛ) — масонская международная организация, основанная в Париже 18 июня 2000 года. Организация объединяет великие ложи практикующие Древний и принятый шотландский устав.
Международная конфедерация объединённых великих лож была основана после подписания договора о союзе трёх великих лож: Великой ложи Франции, Великой традиционной и символической ложи Опера и Великой национальной ложи Югославии (ставшей впоследствии Великой национальной ложей Сербии и Черногории).
Цели МКОВЛ были выражены в трёх пунктах:
- Позиционирование себя в качестве регулярной и независимой альтернативы.
- Размышление о концепции этики для каждой великой ложи.
- Упрощение взаимовизитаций посредством создания «масонского паспорта».

После присоединения ряда великих лож из Латинской Америки, Индии и Филиппин, конфедерация стала называться в 2013 году Международной конфедерацией объединённых великих лож.
В настоящее время включает 24 великие ложи.

### Международное масонское объединение
В 1986 году Великим востоком Франции были приглашены 235 великих лож со всего мира для участия в Первой части международного конгресса. Конгресс Международного масонского объединения (ММО) прошёл в Париже с 14 по 16 мая 1987 года. Этот международный конгресс масонов состоялся под патронажем президента Франции Франсуа Миттерана и был приурочен к Миру во всем мире.
В 2007 году Великий восток Франции и 150 адогматических организаций со всего мира были приглашены для участия во Второй части международного конгресса. Конгресс ММО прошёл в Страсбурге с 2 по 3 мая под названием: «Строим Европу, строим мир», и под патронажем Абду Диуф, бывшего президента Сенегала и генерального секретаря Международной организации франкоязычных стран.

## Национальные объединения

### Во Франции
В 1974 году во Франции была основана Конфедерация французского масонства (КФМ), как союз французских масонских организаций. Но КФМ так и осталась на бумаге.
В 2001 году во Франции было основано объединение масонских организаций под названием «Французское масонство» (ФМ). В новое объединение вошли девять французских организаций: ВВФ, Великая ложа Франции, ВТСЛО, Французская федерация Право человека, ВЖЛФ, ВСЛФ, НФЛ, ВЖЛММ, ВСУЛ. ФМ явилась попыткой воссоздать Конфедерацию французского масонства, идея которой в 1974 году так и осталась на бумаге.
В октябре 2002 года по инициативе девяти организаций «Французского масонства» был создан Институт масонства Франции (ИМФ). Институт занимается вопросами развития масонства во Франции, а также вопросами взаимодействия между различными организациями французского масонства.

### В Бельгии
21 февраля 1989 года четыре бельгийских организации: Великая женская ложа Бельгии, Великая ложа Бельгии, Бельгийская федерация Право человека и Великий восток Бельгии, выступили со следующим заявлением:
Бельгийские послушания, подписавшие эту декларацию, являются носителями масонской истории в течение нескольких столетий, в ходе которой многое в персональной истории каждого из послушаний существенно отличалось. Она предписывает проведение традиционных и универсальных посвящений в том же порядке, что и во всём масонстве, на основе братства, сообщества свободных и справедливых людей.
Не нарушая суверенитета было обнаружено, что несмотря на их разнообразие в каждой из лож, они имеют общие характеристики:
- Практика посвятительной работы и использование метода основанного на символике;
- Стремление к улучшению человечества во всех областях;
- Защита свободы совести, свободы мысли и свободы выражения мнений;
- Стремление к гармоничным отношениям между всеми людьми противоположных взглядов в попытке примирения;
- Отклонение каждого догмата.

Более того, эти послушания в миру не вмешиваются в политические или религиозные споры. Они сохраняют за собой право, каждый по своему усмотрению, занимать собственную позицию в вопросах морали.
Сознавая высшие принципы послушания, следовательно считают, что поиск истины и стремление к справедливости, ничем не может быть предотвращён, и не может быть ограничен.

### Европейское совещание в Люксембурге
С конца девяностых годов, ежегодно, по инициативе Великого востока Люксембурга в Люксембурге проводится Европейское совещание.

### Масонский союз Средиземноморья
В 2001 году Масонский союз Катена Средиземноморья изменил своё название на Масонский союз Средиземноморья (МСС). Учредителями союза стали Великая ложа Италии и греческий Международный масонский орден Дельфы.

### Европейское масонское пространство
6 сентября 2002 года 29 масонскими послушаниями была основана масонская организация под названием Европейское масонское пространство.

### REFORM
Немецкоязычными масонскими послушаниями была создана организация REFORM, главными целями которой является сохранение масонских традиций и реформы масонства.

### REHFRAM и CPMAF
Африканскими масонами была создана REHFRAM, а также Конференция африканских масонских послушаний (КАМП).

### AIPOMA
Ассоция латиноамериканских послушаний — Associación Indoiberoamericanapotencias Masónicas.

### Встречи универсального масонства
23 марта 2002 прошла Встреча универсального масонства, в которой приняли участие представители 38 послушаний.